# Barbara Dennerlein

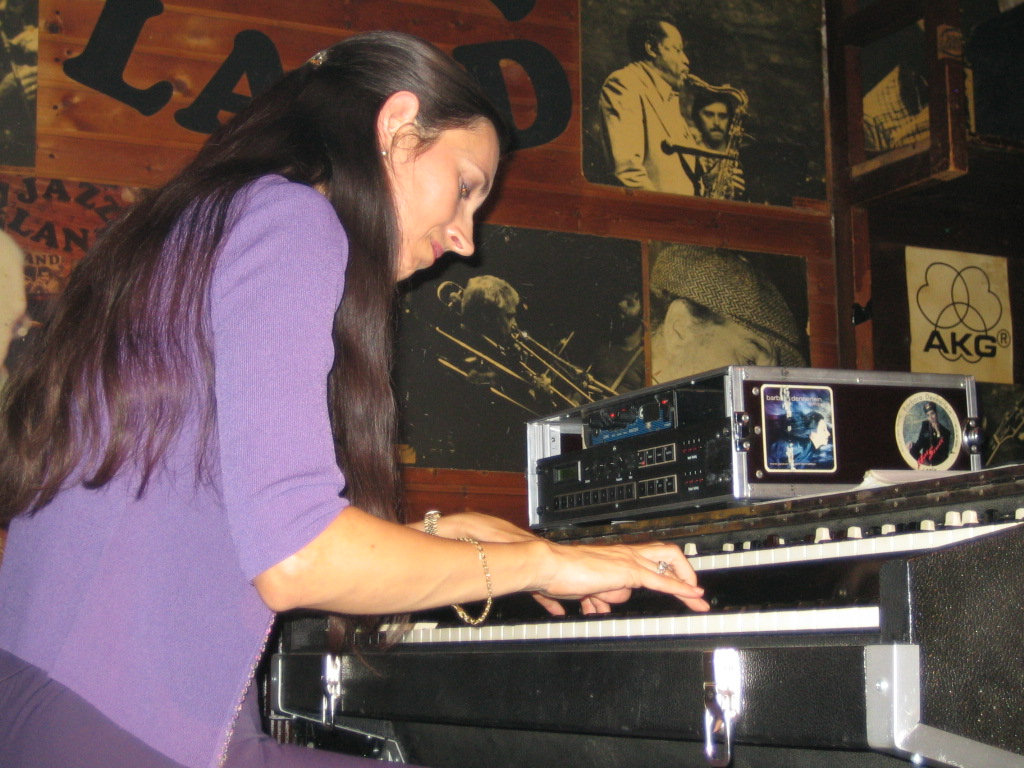
Barbara Dennerlein im Jazzland Wien, 2005

Barbara Dennerlein (* 25. September 1964 in München) ist eine deutsche Organistin und Jazzmusikerin.

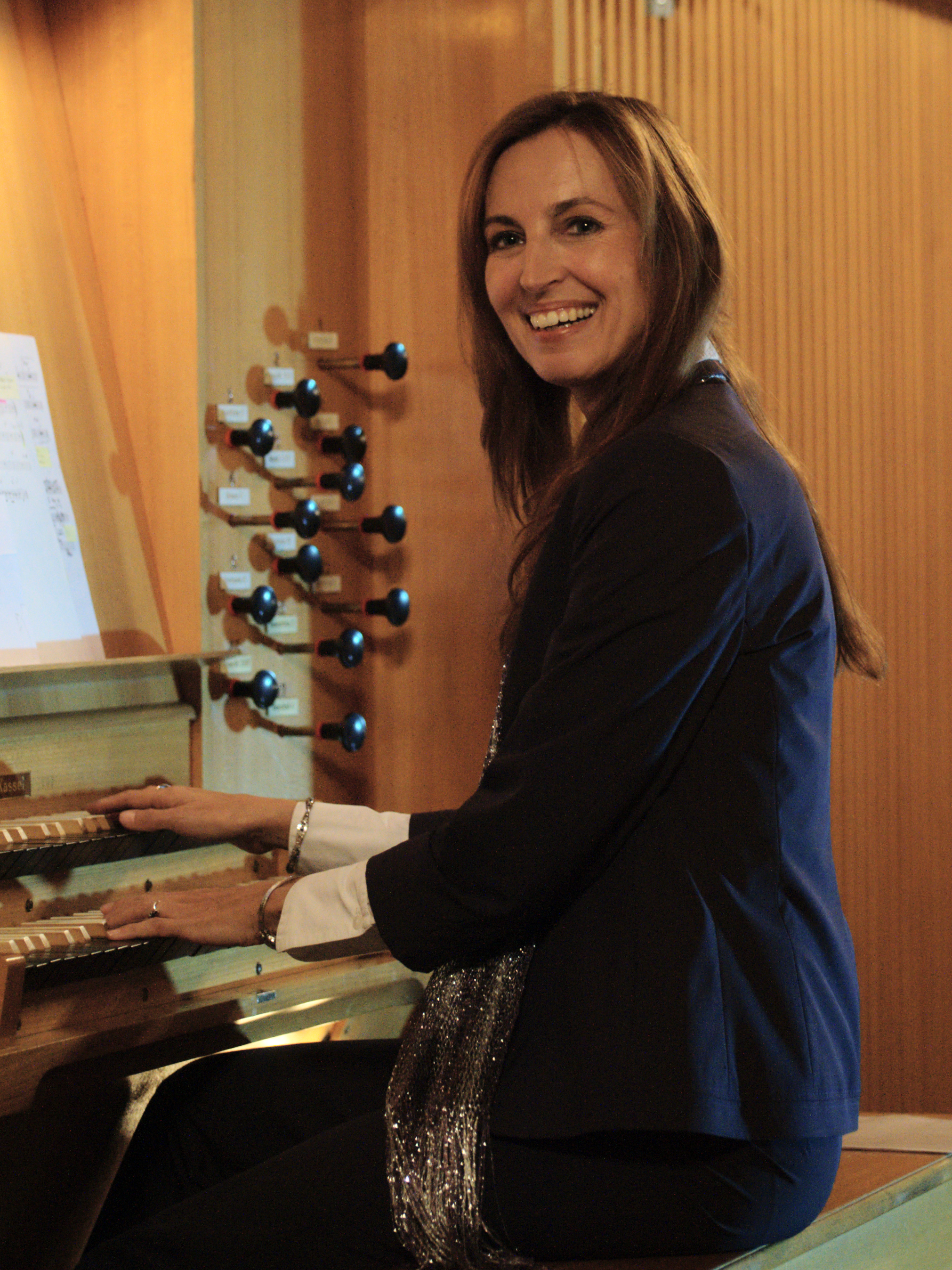
Barbara Dennerlein, 2011

## Biografie
Mit 11 Jahren erhielt Dennerlein als Weihnachtsgeschenk eine einmanualige elektronische Orgel und bekam unmittelbar danach Orgelunterricht bei Paul Greisl. Dort konfrontiert mit seiner Hammond-Orgel B3, einem Instrument mit zwei Manualen und Pedal, bat sie ihre Eltern kurz nach Weihnachten, eine größere Orgel zu kaufen, um das Orgelspielen richtig lernen zu können. Nach rund eineinhalb Jahren Unterricht lernte sie autodidaktisch weiter.
Bald folgten erste Auftritte bei unterschiedlichen Veranstaltungen sowie mit 15 Jahren das erste professionelle Engagement in einem Jazzclub in den Schulferien. Früh übernahm sie die Funktion der Bandleaderin in einem Umfeld meist männlicher und deutlich älterer Musikerkollegen mit langjähriger Berufserfahrung.
Ihr früher Ruf als Orgeltornado aus München führte 1982 zu ersten Fernsehauftritten, etwa in Michael Schanzes Sendung Hätten Sie heut’ Zeit für uns? zur Förderung junger Musiktalente (1984). 1983 wurde die erste Schallplatte als Konzertmitschnitt aufgenommen, ein Jahr später das erste Studioalbum. Das dritte Album Bebab erschien 1985 auf dem gleichnamigen Eigenlabel der Musikerin und wurde mit dem Preis der deutschen Schallplattenkritik ausgezeichnet, was sie  einem breiteren Publikum bekannt machte.

## Wirken
Europaweite Konzerttourneen folgten, 1988 gab sie in Ost-Berlin ein vom Fernsehen der DDR ausgestrahltes Konzert, das später unrechtmäßig auf CD erschien. 1989 wurde ihre Hammond-B3 mit MIDI-Technik ergänzt, so dass über Pedal und Manuale nun auch zusätzlich fremde Tonerzeuger (Synthesizer, Sampler) angesteuert werden konnten. Der ein- oder beidfüßig auf dem Pedal gespielte Bass erhielt dadurch mehr Biss und gehört seitdem mit zum Dennerlein-Sound. Diese Spieltechnik unterscheidet Dennerlein von früheren Jazz-Organisten wie Jimmy Smith, die mit der linken Hand die kontinuierliche Bassbegleitung spielen. Den gewonnenen Freiraum nutzt Dennerlein für häufigere Änderungen der Klangeinstellungen während der Darbietung, die ebenfalls für ihr Spiel charakteristisch sind.
Ende der 1980er Jahre entstanden verschiedene Band-Projekte und Kooperationen, u. a. mit Jürgen Seefelder, Andreas Witte, Peter Herbolzheimer und mit Friedrich Gulda, Enfant terrible der Klassik-Szene und Grenzgänger zum Jazz. 1989 erschien die CD „Live On Tour“ mit dem Trompeter Oscar Klein und dem Drummer Charly Antolini (CD Bebab 250965, aufgenommen im Jazzland in Wien). 1994 setzte sie sich erstmals bei den Bach-Tagen in Würzburg mit der Kirchenorgel auseinander. In den Folgejahren entstand eine Konzertreihe mit Jazz auf der Kirchenorgel, die 2002 in der Produktion eines Albums mündete, dem weitere 2008 und 2012 folgten ("Spiritual Movement" - Reihe). Seit 2003 entwickeln Barbara Dennerlein und ihr Arrangeur und Saxofonist Peter Lehel mit Hammond meets Orchestra ein weiteres Jazz-Format in Kooperation mit Symphonieorchestern. 2016 veröffentlichte sie mit „My Moments“ ein Album auf CD und DVD, bei dem sie solistisch an der Hammondorgel und an der Pfeifenorgel spielt.

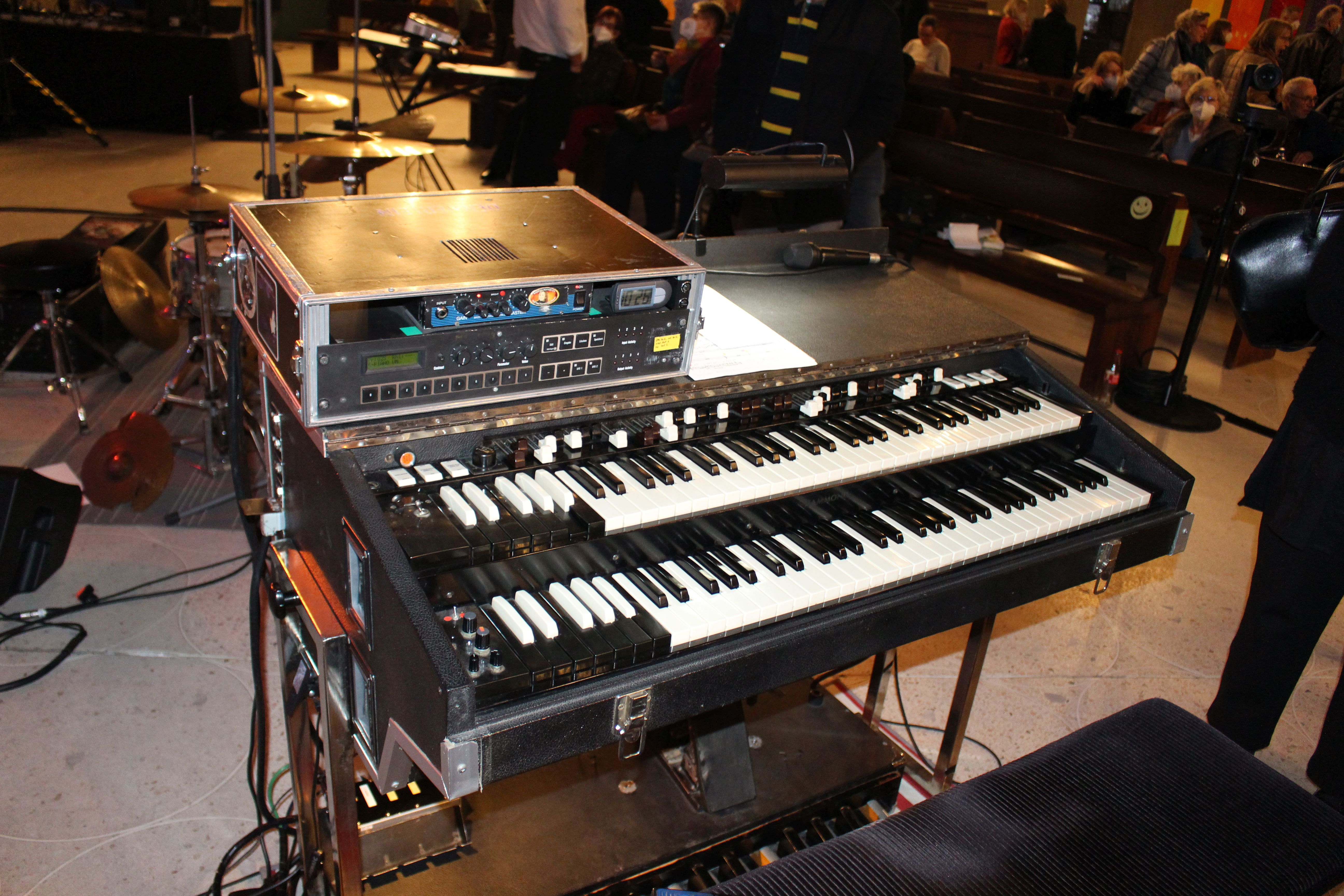
Orgel-Setup von Dennerlein (2022)

Hauptsächlich spielt Dennerlein Jazz auf der Hammond-Orgel, sowohl solo als auch im Duo mit Schlagzeugbegleitung sowie mit ihrer Formation Bebab in Trio- bis Quintett-Besetzung. Ihre inzwischen internationale Präsenz festigte sie in der zweiten Hälfte der 1990er Jahre mit drei bei dem internationalen Jazz-Label Verve erschienenen Alben. Für diese Aufnahmen gewann sie so renommierte Jazzmusiker wie Ray Anderson, Randy Brecker, Dennis Chambers, Roy Hargrove, Mitch Watkins oder Jeff Tain Watts.
Dennerlein komponiert seit Beginn ihrer Karriere. Bereits ihr mit 18 Jahren eingespieltes erstes Album enthielt vier Eigenkompositionen. Stilistisch beschreitet sie mehrere Wege vom klassischen Blues-Schema über romantisch-melancholische Balladen bis hin zu Tempo-getriebenen Kompositionen, die Elemente des Swing, des Bebop und lateinamerikanischer Rhythmen aufgreifen. Dennerleins Spiel orientiert sich, anders als das vieler ihrer Kollegen, nicht an Jimmy Smith. Das schnelle Tempo, häufiges Kennzeichen ihrer Interpretationen bekannter Standards zu Beginn ihrer Karriere, fordert in zahlreichen eigenen Stücken zum anspruchsvollen Basspedalspiel heraus.
Barbara Dennerlein setzt gerne ungerade Taktarten und Taktwechsel ein. In den Balladen entfalten unkonventionelle Harmoniewechsel eine erzählende, bildhafte Wirkung.

## Diskographie
- 1983: Jazz Live
- 1984: Orgelspiele
- 1985: Bebab
- 1986: Days of Wine and Roses
- 1987: Tribute to Charlie
- 1988: Straight Ahead!

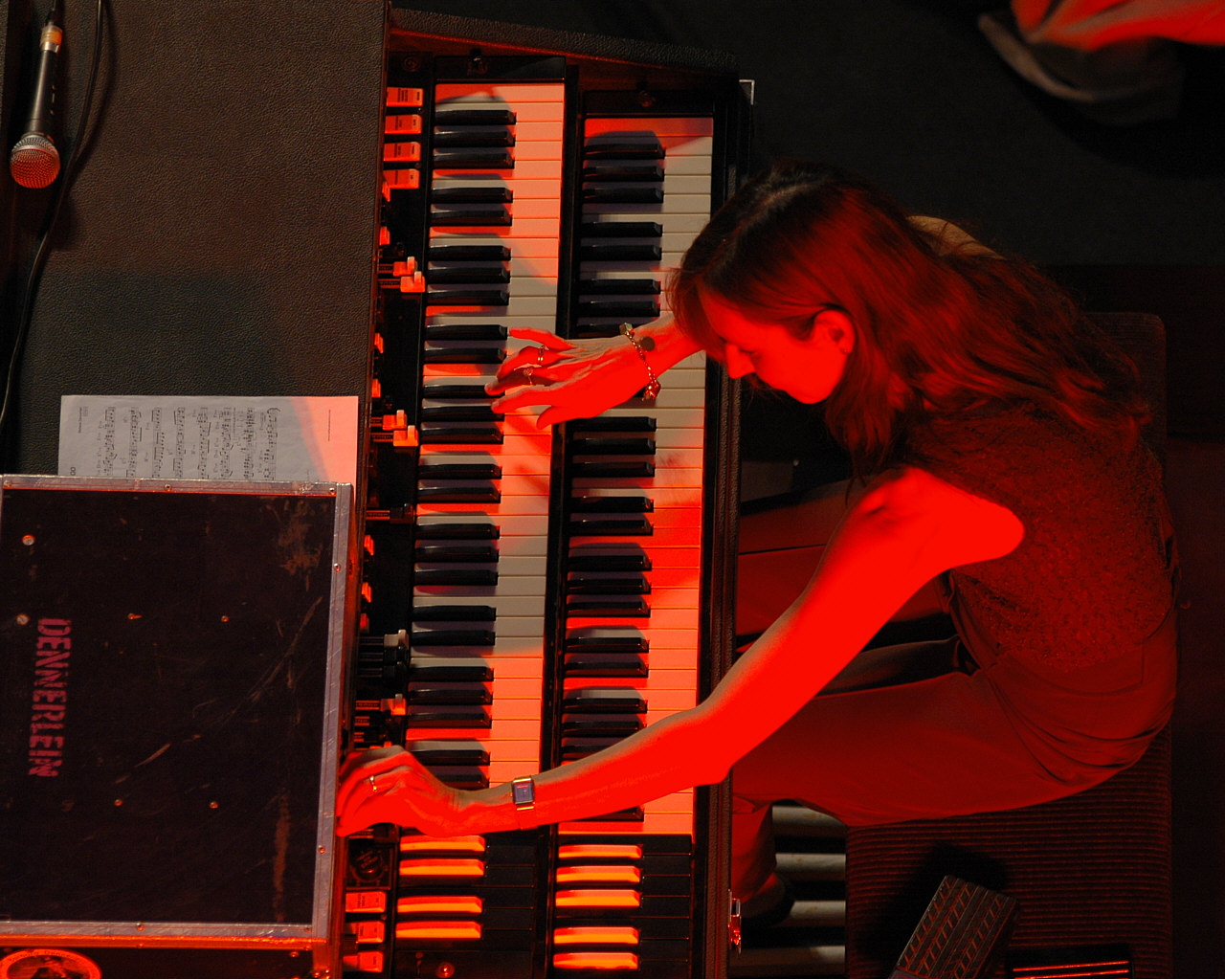

- 1988: Barbara Dennerlein Plays Classics
- 1989: Live on Tour
- 1990: Hot Stuff
- 1990: Jazzbühne Berlin Vol.3: Barbara Dennerlein Duo
- 1991: (Friedrich Gulda) Mozart No End
- 1992: That’s Me
- 1992: Solo
- 1993: B3 (CD mit MIDI-Samples)
- 1995: Take Off! (DE: Gold (German Jazz Award))[10]
- 1997: Junkanoo (DE: Gold (German Jazz Award))
- 1999: Outhipped (DE: Gold (German Jazz Award))
- 2001: Love Letters
- 2002: Spiritual Movement No. 1 (eingespielt an der Goll-Orgel an St. Martin in Memmingen)
- 2004: In A Silent Mood
- 2005: It’s Magic
- 2006: The Best of Barbara Dennerlein (Compilation)
- 2007: Change of Pace (zusammen mit der Deutschen Staatsphilharmonie Rheinland-Pfalz)
- 2008: Spiritual Movement No. 2 (live in der Kaiser-Wilhelm-Gedächtniskirche in Berlin)
- 2010: Bebabaloo
- 2012: Spiritual Movement No. 3 (an der Rieger-Orgel der Pfarrkirche Fehring mit Edi Köhldorfer)
- 2015: Studiokonzert
- 2015: Christmas Soul (mit Magnus Lindgren, Zara McFarlane, Abdissa Assefa und Robert Ikiz)
- 2016: My Moments
- 2019: Best of Blues : Through the Years (Compilation)

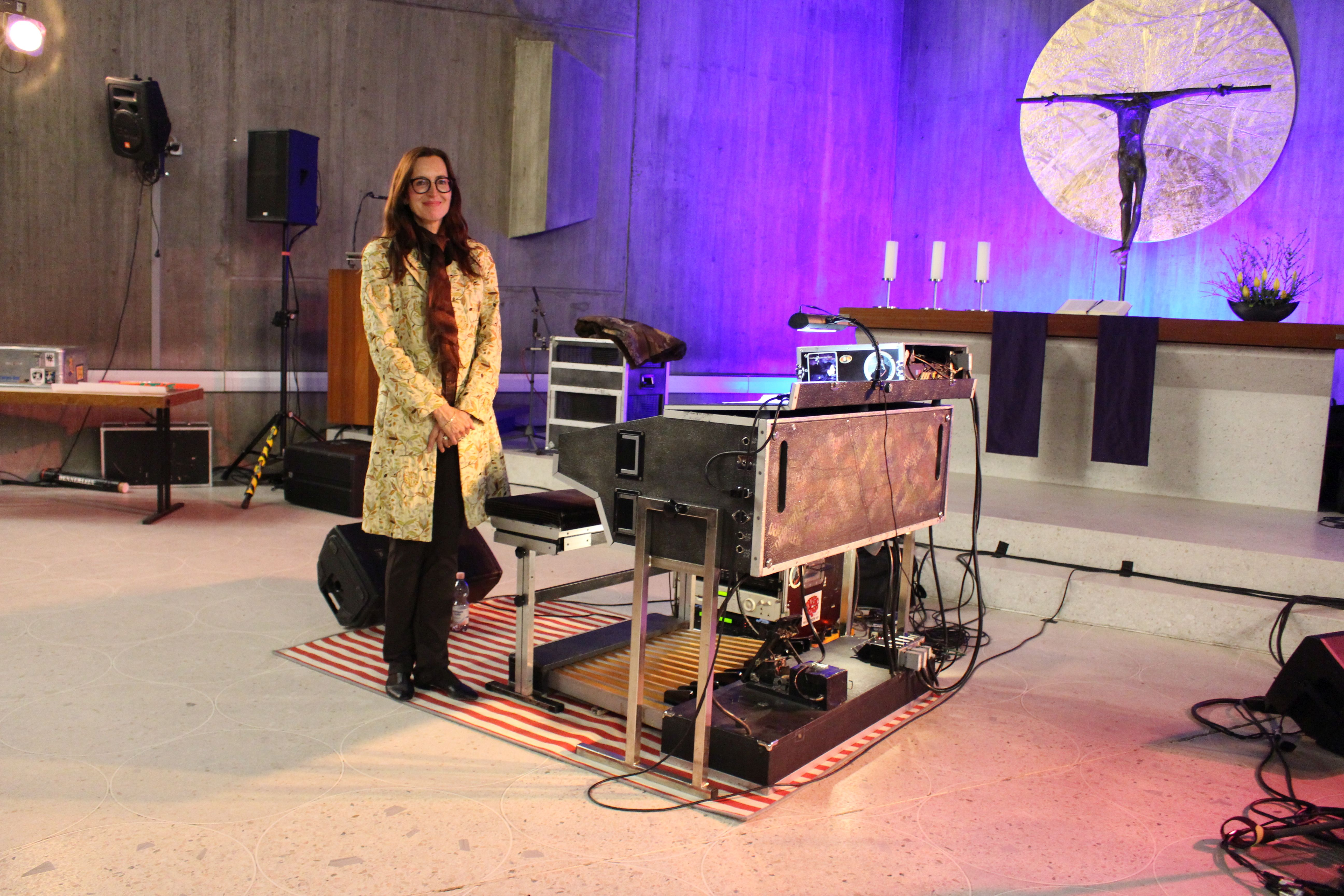
Dennerlein in der evangelischen Versöhnungskirche in Mannheim (2022)

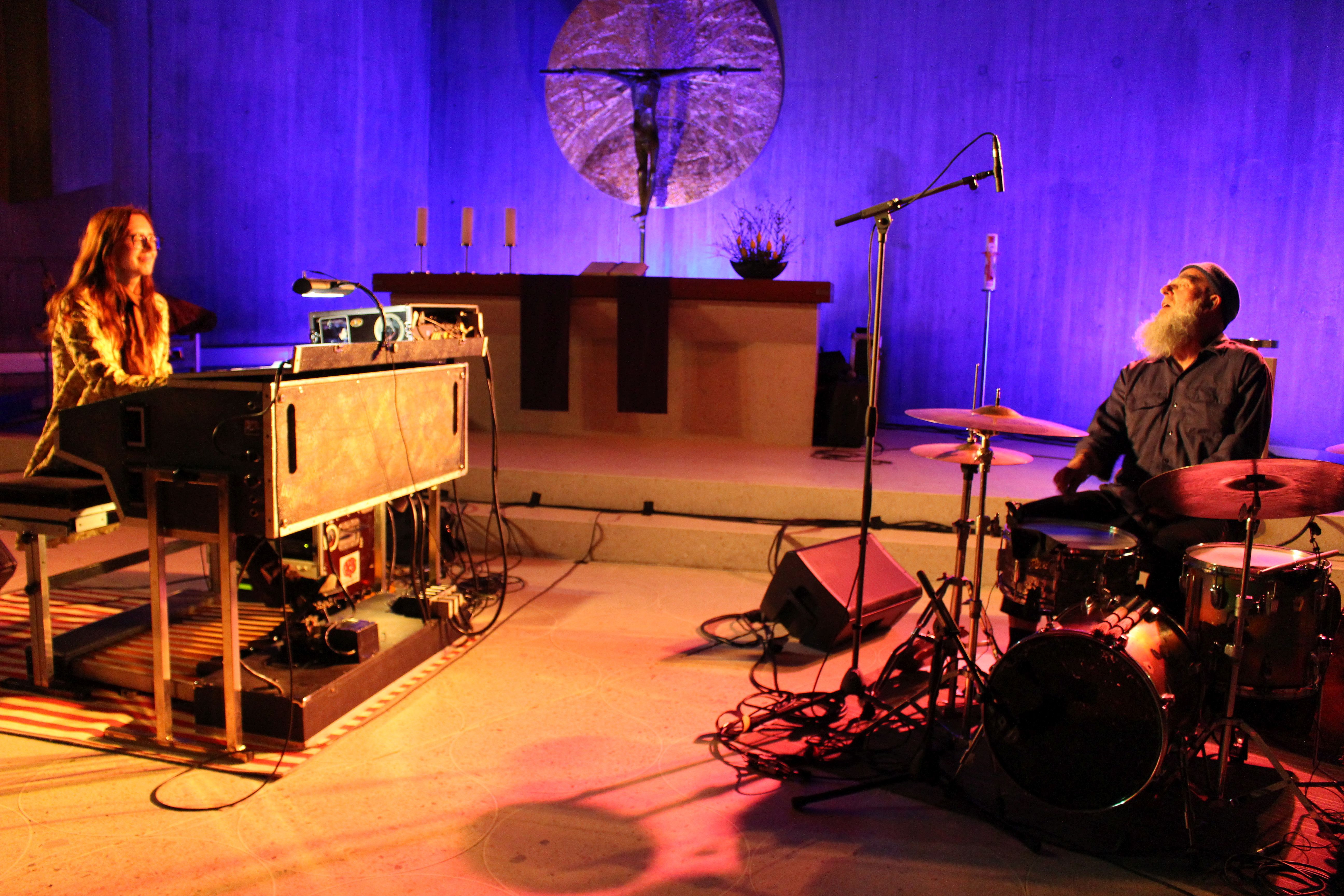
Dennerlein mit Schlagzeuger Erwin Ditzner (2022)

## Film
- „Jazz ist mein ganzes Leben.“ Die Musikerin Barbara Dennerlein. Dokumentarfilm, Deutschland, 1997, 42:50 Min., Buch und Regie: Silvia Gutmann, Produktion: Bayerischer Rundfunk, NDR, Reihe: Lebenslinien, Ankündigung der ARD.